# 学校法人森友学园
学校法人森友学园（日语：／）是日本一家位于大阪府大阪市淀川区的私立学校法人，現在旗下擁有塚本幼稚園幼兒教育學園。

## 历史
學園創辦人森友寬最初於1950年創立「塚本幼稚園」，1953年於大阪府完成立案登記；1971年進一步設立「學校法人森友學園」，同時塚本幼稚園成為該學校法人擁有的幼兒園。
2012年起，學園開始規劃設立小學，名稱暫定為「瑞穗之國紀念小學院」，原規劃於2017年4月開始招生營運；但由於捲入購地弊案，學園於2017年3月表示將撤回瑞穗之国纪念小学院的认可申请。

## 旗下机构

### 冢本幼儿园幼儿教育学园
冢本幼儿园幼儿教育学园（日语：／）是位于大阪市淀川区塚本的男女共学私立幼儿园。

#### 教育方針
该园课程教学以日本的传統和文化为重点，更引入明治天皇《教育敕語》以培育幼儿的愛国心等感情。根据園長说法，阪神大地震发生时的人们行動中都带有矜持，园长觉得培育这种矜持才是教育，因此把教育的根幹置于十二德目，从而引入《教育敕語》。该園要求升日本国旗與合唱日本国歌《君之代》。該園要求幼兒向天皇畫像鞠躬、隨軍樂行進、背誦《教育敕語》、發誓不惜為了國家利益犧牲自我，還曾在發給幼兒家長的材料中使用「韓國人、支那人心術不正」等反韓反華詞語。

#### 評价
2016年，日本防衛大臣稻田朋美向園長兼森友学園理事長籠池泰典呈交感謝状，称「塚本幼稚園对培育防衛基础作出了巨大贡献」。
路透通讯社在报道中把这种教育比作二战前教育，接受采访的天普大学教授Michael Cucek表示，美國特朗普政府削減驻日美軍经費，与安倍内閣对更強大日本的期望有吻合之处。

### 开成幼儿园儿童教育学园
开成幼儿园儿童教育学园（日语：／）位于大阪市住之江区南港中5丁目，1982年开园，2014年闭园。

### 高等森友学园保育园
社会福祉法人肇国舍 高等森友学园保育园（日语：／）是位于大阪市淀川区冢本4丁目的私立托儿所，2009年开办，学校法人森友学園的理事長任代表。

### 瑞穗之国纪念小学院
瑞穗之国纪念小学院（日语：／）是原定建立于大阪府丰中市的一所私立小学。

#### 历史
2013年夏天，学校法人森友学園参加公开招标，向日本財務省近畿財務局申请取得建校用地。2014年10月31日，学园向大阪府上交小学校設立認可申請書。大阪府私立学校審議会于12月18日審議该申请，结果是需继续審議。2015年1月27日，大阪府私立学校審議会通过申请，认为設置認可適当。9月4日，学校法人森友学園的私立小学校舍及体育館建設計划列入日本国土交通省「平成27年度可持续建築物等先導事業（木造先導型）」的选定项目（发给費用補助）。2015年1月的計画占地面積約8700平方米，校舍为木制2层（部分3层），礼堂与閑谷学校相似，反映「尊重礼節，培育愛国心和自豪感」的教育目标。森友学園理事長籠池泰典同時称，建立小学是为了使幼儿在森友学園的幼稚園（塚本幼稚園）中学到的东西，即使从幼儿园毕业也能一直保持下去。
2017年3月10日，森友学園撤回对建立许可的申請。

#### 校歌
- （1964年日活电影《啊，青春之胸中的血》主題歌。作詞：西泽爽（日语：西沢爽），作曲：遠藤实）

#### 校名
校方曾用「安倍晋三纪念小学」（安倍晋三記念小学校）这一名称探询大阪府，得到不方便的回答后决定命名为现在的校名。第一次安倍改造内閣解散後，有人和当时未任首相的安倍晋三谈到「想（命名）为安倍晋三小学校」；安倍晋三拒绝这一提案，并在事后声明
「既然我現在还是政治家，冠我的名还是不合适。当时和他们说了，『我死後的话倒还好，现在不如冠上我家乡前辈的名，例如吉田松陰老师的名字如何』这种话」。
安倍晋三之妻安倍昭惠在設置認可申請中的一段時期曾担任该校名誉校長。

## 相关丑闻

### 地價事件
- 2017年2月，日本媒体曝出瑞穗之国纪念小学院购地仅花1.34亿日元，相当于土地预估价值的14%[26]。附近有一块类似大小的土地由政府同时售出，但价格为14.23亿日元[27]。

### 相關新聞
- 2017年3月2日，在日朝鲜族市民团体“不允许仇恨言论！ 大阪会”（ヘイトスピーチを許さない！　大阪の会）等组织认为森友学园旗下幼儿园官网刊登有歧视性言论，并因此向大阪府教育委員會教育长向井正博等人提交请求书，请求其指导森友学园道歉并防止类似事件再次发生[28]。
- 2017年3月12日，财务省表示，由于瑞穗之国纪念小学院于2017年3月撤回认可申请，财务省将要求森友学园归还空地；国土交通省亦取消该小学“活用木材的校舍建筑费”补助金，已支付的约5,650万日元也一并要求返还[29]。

### 官員涉入事件
- 在森友学园低价购地和散布仇恨言论事件爆发将近一年后，2018年3月，《朝日新闻》曝出森友学园购地相关文件遭到篡改，再次引发轩然大波，甚至有多名在野党人士要求安倍内阁总辞职。事件曝光后，财务省曾一度以文书已提交大阪地方检察厅为由，拒绝评论报道是否属实[30]；但随后在2018年3月12日，財務省公開调查报告：“地价门”丑闻曝光后，从2017年2月下旬到4月，财务省理财局（日语：理財局）、近畿财务局等涉事部门先后篡改日期从2014年6月至2016年6月的相关文件和附件共计14份，涉及多名政要的内容被删除。[31]2017年，正在调查森友学園問題（日语：森友学園問題）的大阪地方检察厅（日语：大阪地方検察庁）特别搜查部一开始从近畿财务局获得的文书也是修改后的版本，但调查过程中便已透过电脑鉴识发现文书非原版，并设法于当年成功得到修改前的文书[32][33][34]。
- 2018年3月7日，近畿財務局負責森友學園購地問題的一位男職員在兵庫縣神戶市家中死亡，兵庫縣警察認為是自殺。

### 引用
1. 1 2 3 4   （页面存档备份，存于） （日語）
2. ↑  （页面存档备份，存于） （页面存档备份，存于） （页面存档备份，存于）  （页面存档备份，存于） （日語）
3. ↑  . 朝日新聞. 2017-02-09  [2017-02-09]. （原始内容存档于2017-02-08） （日语）.
4. ↑   的存檔，存档日期2017-03-08. （日語）
5. ↑   （日語）
6. 1 2 3  PDF平成27年2月10日、pp.2-11 （日語）
7. ↑  . 产经新聞. 2017-03-10  [2017-03-17]. （原始内容存档于2017-03-13） （日语）.
8. ↑  . Newsweek日本版. 2016-12-15  [2017-02-27]. （原始内容存档于2017-02-27） （日语）.
9. 1 2 3  服部素子. . 产经WEST (产经新聞). 2015-01-08  [2017-02-27]. （原始内容存档于2017-02-18） （日语）.
10. 1 2  服部素子. . 产经WEST (产经新聞). 2015-01-08  [2017-02-27]. （原始内容存档于2017-02-15） （日语）.
11. ↑  . BBC中文網. 2017-03-23  [2017-05-30]. （原始内容存档于2017-03-27）.
12. ↑   （页面存档备份，存于） （日語）
13. ↑  （页面存档备份，存于） （页面存档备份，存于） （页面存档备份，存于）  （页面存档备份，存于） （日語）
14. ↑  （页面存档备份，存于） （页面存档备份，存于） （页面存档备份，存于）  （页面存档备份，存于） - ZAKZAK 2017年3月6日 （日語）
15. ↑   （日語）
16. ↑  . 读卖新聞. 2017-03-09  [2017-03-11] （日语）.
17. ↑   （日語）
18. 1 2  . 朝日新聞. 2017-03-10 （日语）.[永久]
19. ↑   （页面存档备份，存于）東京新聞2017年3月5日 02時00分 （日語）
20. ↑  PDF 大阪府私立学校審議会 平成29年1月30日 （日語）
21. ↑  平成27年9月4日 国土交通省住宅局住宅生産課木造住宅振興室PDF （日語）
22. ↑   （页面存档备份，存于） 東京新聞 （日語）
23. ↑  . 朝日新聞. 2017-02-17  [2017-03-04]. （原始内容存档于2017-03-03） （日语）.
24. ↑  （页面存档备份，存于） （页面存档备份，存于） （页面存档备份，存于）  （页面存档备份，存于） 朝日新聞 （日語）
25. ↑  Justin McCurry. . 卫报. 2017-02-24  [2017-03-18]. （原始内容存档于2017-03-27） （英语）.
26. ↑  . 朝日新闻.   [2017-03-18]. （原始内容存档于2017-03-17） （日语）.
27. ↑  . 朝日新聞. 2017-03-02  [2017-03-09]. （原始内容存档于2017-03-08） （日语）.
28. ↑  . 朝日新聞Digital. 2017-03-13  [2017-03-14]. （原始内容存档于2017-03-14） （日语）.
29. ↑   . Huffington Post. 2018-03-06  [2018-03-19]. （原始内容存档于2018-03-19）.
30. ↑  . 新华日报. 2018-03-14  [2018-03-14]. （原始内容存档于2018-03-14）.
31. ↑  . 产经新闻. 2018-03-13  [2018-03-19]. （原始内容存档于2018-03-19）.
32. ↑  . 朝日新闻. 2018-03-13  [2018-03-19]. （原始内容存档于2018-03-19）.
33. ↑  . TV Tokyo. 2018-03-15  [2018-03-19]. （原始内容存档于2018-03-19）.